# エイドリアン・ホリデイ
エイドリアン・ホリデイ（1950年 - ）は、カンタベリークライストチャーチ大学の応用言語学および異文化間教育の教授。 専門は、異文化間コミュニケーションとイデオロギー、文化の言説、国際英語教育の政治、世界の英語、文化帝国主義、および定性的研究方法など。

## 異文化間コミュニケーション
ホリデーは、メキシコのグアナファト大学で「文化の文法」を活用して、文化間のコミュニケーションに関するさまざまな問題を議論し、理解を進めてきた。学生の発言や教科書を検証し、アメリカやイギリスの規範と自分たちの文化的規範の違いを説明する。生徒たちは、コミュニケーション能力を既存の言語から認識して移行し、さらに既存の文化的経験のリソースを認識して利用することを学ぶ。例えば、「自分の文化」では習慣や規範であるために、異なる文化の人を尊重するという考えなどがある。

## ネイティブスピーカー主義
ホリデイは、ネイティブスピーカー主義を「ELT内に浸透しているイデオロギーであり、「ネイティブスピーカー」の教師は「西洋文化」を表し、そこから英語と英語教育方法の両方の理想が生まれるという信念を特徴」と定義している。